# Galium prolazense
Galium prolazense är en måreväxtart som beskrevs av Erasmus Iuliu Nyárády. Galium prolazense ingår i släktet måror, och familjen måreväxter.
Artens utbredningsområde är Rumänien. Inga underarter finns listade i Catalogue of Life.